# Бейгер, Станислав
Станислав Бейгер (пол. Stanisław Bejger; 12 ноября 1929, Пёнтково) — польский коммунистический политик, член ЦК ПОРП и правительства ПНР. Первый секретарь Гданьского воеводского комитета ПОРП в 1982—1988. Придерживался жёсткого курса, проводил в Гданьске политику военного положения. Отстранён в ходе забастовочного движения 1988.

## Происхождение и работа
Родился в многодетной семье деревенского кузнеца. Среди родственников был католический священник Бронислав Костковский. Во время нацистской оккупации Леон Бейгер, отец Станислава Бейгера, принял подданство нацистской Германии (за отказ так поступить Бронислав Костковский погиб в Дахау и стал польским святым). Станислав Бейгер обучался в школе на немецком языке, был курьером и служащим в повятской администрации Вомбжезьно. После войны Бейгер-старший был реабилитирован и занялся единоличным хозяйствованием. Станислав Бейгер перебрался в Гданьск, где закончил среднее образование.
В 1946—1951 Станислав Бейгер был цензором («инспектором передач») Польского радио в Гданьске. В 1948 окончил в Сопоте Школу морской торговли, в 1958 — Высшую школу экономики в Сопоте. Работал в судоходной госкомпании Польские океанские линии (PLO). С 1966 по 1976 — директор PLO. Занимал также должности советника министерства судоходства, вице-консула ПНР в Александрии (Египет), коммерческого советника посольства ПНР в Финляндии.

## Партия, спецслужба, правительство
С 1945 Станислав Бейгер состоял в правящей компартии ППР, с 1948 — ПОРП. Был секретарём морского отдела Гданьского воеводского комитета ПОРП, членом городского комитета ПОРП в Гдыне. В 1958 окончил Высшую школу общественных наук при ЦК ПОРП.
В 1961—1980 Бейгер являлся секретным сотрудником военной разведки ПНР — Второго управления генштаба. За эти годы начальниками управления побывали такие генералы, как Гжегож Корчинский, Влодзимеж Олива, Чеслав Кищак.
В июле 1981 Станислав Бейгер был назначен министром — начальником управления морского хозяйства в правительстве Юзефа Пиньковского. Сохранял пост в кабинете генерала Войцеха Ярузельского. Выступал за жёсткое подавление независимого профсоюза Солидарность.

## «Военный секретарь» в Гданьске
13 декабря 1981 в ПНР было введено военного положения. Генерал Ярузельский, совмещавший посты первого секретаря ЦК ПОРП, председателя Совмина ПНР и председателя Военного совета национального спасения (WRON), произвёл ряд кадровых перестановок на всех уровнях. Руководящие посты занимали сторонники жёсткой линии, готовые к силовому подавлению «Солидарности». На должность первого секретаря Гданьского воеводского комитета ПОРП 8 января 1982 был направлен Станислав Бейгер (вместо склонного к компромиссу с «Солидарностью» Тадеуша Фишбаха). По должности Бейгер состоял в ЦК ПОРП.
На январском заседании в Гданьске присутствовал член Политбюро ЦК ПОРП Казимеж Барциковский. Он откровенно признал, что партаппарат не способен контролировать положение и «ответственность пришлось взять армии». Дальнейшая политика первого секретаря Бейгера основывалась на этом тезисе. Гданьская воеводская парторганизация была под его руководством резко милитаризована. Это обосновывалось ролью Гданьска как исторического центра «Солидарности», требующего особой бдительности властей. Уже 30 января 1982 (международный День солидарности с Польшей) в городе вновь произошли крупные столкновения, была сделана попытка поджечь здание воеводского комитета ПОРП. Массовые протесты и столкновения охватили Гданьск 3 мая и 31 августа. Эти выступления подавлялись силами ЗОМО под армейским контролем.
Фактически первым лицом региона стал командующий ВМС ПНР адмирал Людвик Янчишин — член WRON, курировавший положение на Балтийском побережье. Воеводой Гданьска был назначен генерал бригады Францишек Цыган. Генерал Цыган, вице-адмирал Людвик Дутковский, командор Эдвард Кийк вошли в бюро воеводского комитета. Начальник политуправления ВМС командор Францишек Черский заведовал цензурой печати, радио и телевидения. Многие должности в воеводском партаппарате замещались офицерами армии и милиции. Собственно партийные кадры при Бейгере отошли на второй план — достаточно сказать, что первый пленум воеводского комитета после введения военного положения состоялся только 10 марта 1982.
Не только в период, но и после военного положения видную роль в управлении регионом играл воеводский комендант милиции генерал Ежи Анджеевский. Непримиримо жестокий противник «Солидарности», зачастую Анджеевский фактически давал Бейгеру руководящие установки — например, о необходимости жёсткого преследования нелегальных профсоюзных групп и лично Леха Валенсы, о недопустимости легализации «Солидарности». При этом он отмечал, что Гданьское воеводство — единственное, где в партийном руководстве состоят девять офицеров милиции.
Бейгер неукоснительно проводил репрессивный курс WRON. В Гданьске производились аресты и интернирования активистов «Солидарности», подавлялись забастовки, разгонялись демонстрации. В январе 1984, уже после отмены военного положения, Бейгер особо благодарил военных, милиционеров и сотрудников Службы безопасности за то, что они «защищали социализм как независимость» (известная формулировка начальника армейского политуправления генерала Юзефа Барылы). Спустя несколько месяцев в Гданьске был арестован один из руководителей подпольной «Солидарности» Богдан Лис.
С середины 1980-х воеводский комитет ПОРП взял курс на «пропаганду позитива». Бейгер регулярно заявлял о выходе из кризиса, решении проблем, проводил пафосные церемониальные мероприятия (например, торжественные отмечания 8 марта). Однако ему не удалось ни ликвидировать оппозицию в Гданьске, ни предотвратить фактический распад парторганизации. Особенно масштабный отток наблюдался среди рабочих и студентов. Секретарь ЦК ПОРП Мечислав Раковский считал назначение «политически невежественного» Бейгера в такой центр оппозиции, как Гданьск, ошибкой Ярузельского.
В мае 1988 в Гданьске снова начались массовые забастовки «Солидарности». Стала очевидной неспособность Бейгера справиться с ситуацией. 8 июля 1988 он был снят с партийного поста (заменён компромиссно настроенным экономистом Мареком Холдаковским).

## Дипломатия и отставка
После отставки Станислав Бейгер перешёл на службу в МИД. Два года — с сентября 1988 по сентябрь 1990 — он был послом Польши в Австрии. Отстранён министром иностранных дел Кшиштофом Скубишевским после окончательной смены общественно-политического строя Польши.
В Третьей Речи Посполитой Станислав Бейгер отошёл от политики и общественной деятельности.